# 東西航空 (澳洲)
東西航空（英語：East-West Airlines）是澳洲一間已結業的區域航空公司，成立於1947年，總部設在新南威爾斯州塔姆沃思。東西航空營運航班往澳洲主要地區城市，連接各州首府，在80年代曾是澳洲第三大國內航空公司。東西航空亦在塔姆沃思進行飛機維修和經營旅行社業務。東西航空於1987年7月售予安捷航空，並繼續獨立營運直到1993年被併入安捷航空。